# セトラキサート
セトラキサート (国際一般名:Cetraxate)は、細胞保護効果を有する経口の胃腸薬である。商品名ノイエル。

## 効能・効果
右記疾患の胃粘膜病変（びらん、出血、発赤、浮腫）の改善：急性胃炎、慢性胃炎の急性増悪期、胃潰瘍

## 副作用
承認後の調査では副作用発現率は1.9%であり、その内訳は便秘0.75%、発疹0.51%、悪心・嘔吐0.35%、口渇0.15%、下痢0.15%であった。
セトラキサートは代謝されてトラネキサム酸を生成するので、血栓や消費性凝固障害を持つ患者では血栓が溶解せず安定化するおそれがある。

## 作用機序
セトラキサートは胃粘膜の微小循環を改善する:12。
併せて、胃粘膜でのプロスタグランジンE2、I2の生合成を増加させ、細胞保護作用（粘膜粘液の保持、合成促進作用等）を発揮する。
他にも粘膜自己消化抑制作用（粘膜内ペプシノーゲンの活性化抑制・生成抑制）、胃酸・ペプシンの分泌抑制作用（抗カリクレイン作用）を持つ。

## 臨床成績
セトラキサートを投与した結果、4週間で28%、8週間で61%、12週間で73%が内視鏡的に治癒し、8週と12週では比較対象のゲファルナートよりも有意に優れていた。